# Clusia viscida
Clusia viscida är en tvåhjärtbladig växtart som beskrevs av Adolf Engler. Clusia viscida ingår i släktet Clusia och familjen Clusiaceae. Inga underarter finns listade i Catalogue of Life.